# Diario de la primera navegación

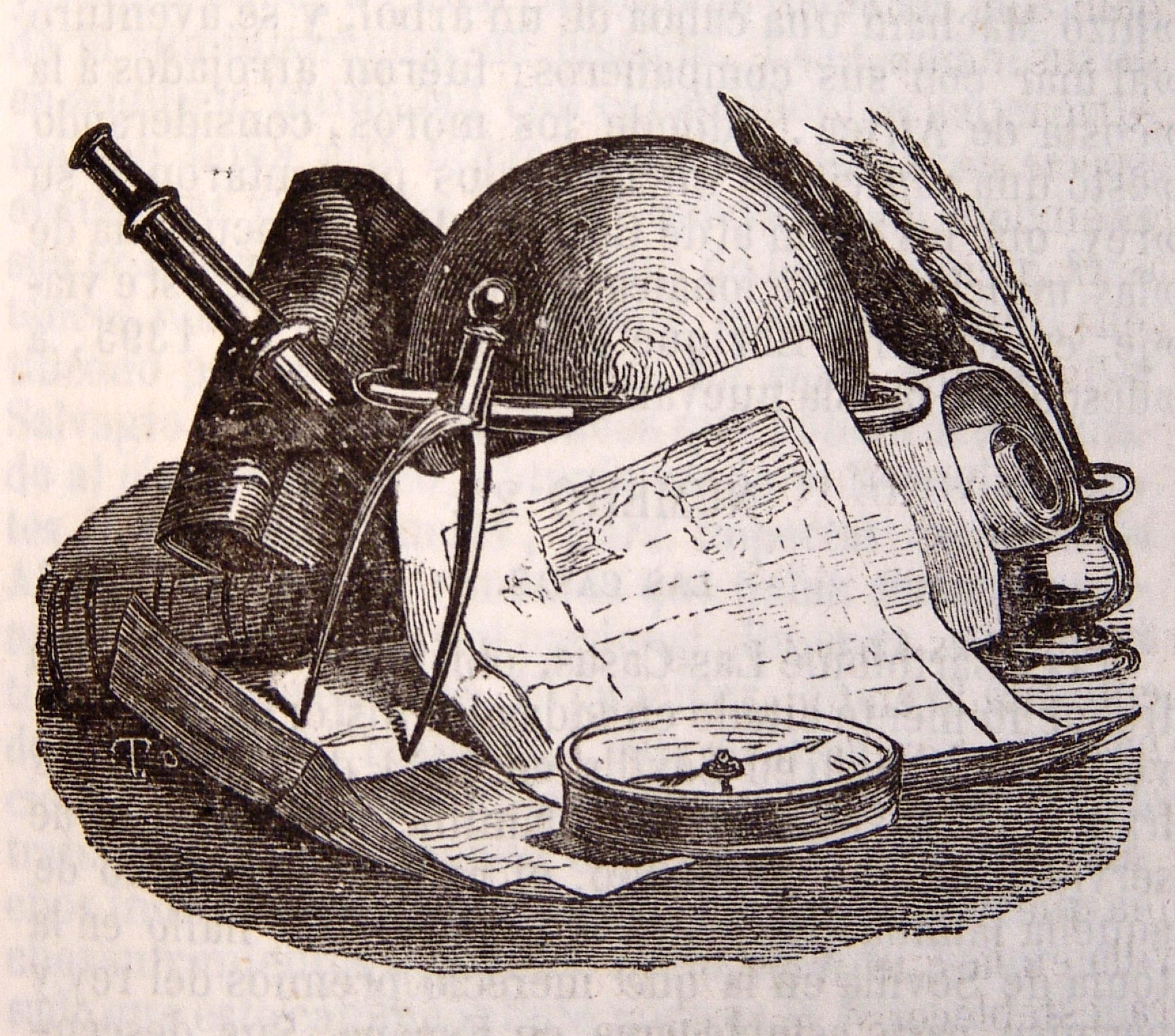

El Diario de la primera navegación fue escrito por Cristóbal Colón mediante una serie de apuntes y anotaciones en diferentes cuadernos, marca el inicio de una nueva etapa en la historia de la literatura; muestra el choque con un mundo desconocido al cual impone su cultura occidental y cristiana. 
El descubrimiento de América es lo que anuncia y funda nuestra identidad presente; si toda fecha que permite separar dos épocas es arbitraria, no hay ninguna que convenga más para marcar el comienzo de la era moderna que el año 1492.  
Su primer Diario de viaje a América, narra los hechos acontecidos durante dicha travesía. En él se destacan descubrimientos y conquistas de diferentes territorios, accidentes geográficos, rutas marítimas y terrestres, apuntes climatológicos, detalles y complicaciones de la travesía, impresiones de las gentes encontradas en América y apuntes personales del propio capitán.  
Cuando se hace referencia al Diario de la primera navegación, no se alude al texto acuñado por el propio Colón, pues éste ha sido una de las mayores pérdidas de información del Primer viaje colombino; sino al manuscrito de Bartolomé de las Casas, quién redactó su transcripción del texto perdido. 
Se data el comienzo de la escritura del Diario de la Primera Navegación en torno al 3 de agosto de 1492. Coincidiendo indudablemente con el inicio del viaje; a pesar de ello, apuntes referentes a días previos, preparaciones, puestas a punto, listas de tripulantes, inventarios (entre otros), lo podrían situar hasta dos semanas antes de esta fecha, pero en cualquiera de los casos no se sabe con exactitud. Si nos remitimos al redactado por Bartolomé de las Casas la fecha es posterior al tratarse de la trascripción de este primer diario. 

## Contexto histórico

#### Inicio de la Edad Moderna

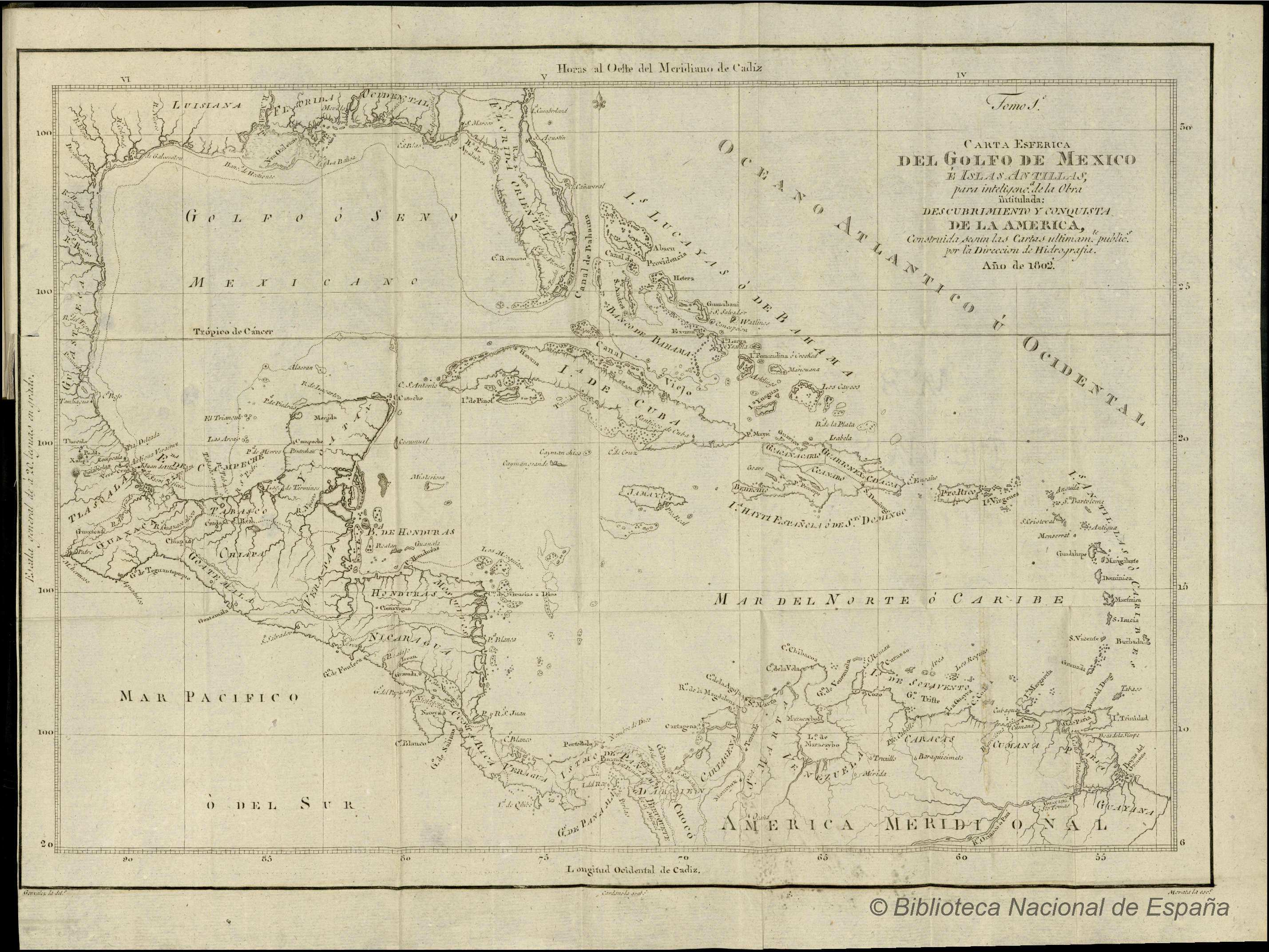

La Edad Moderna es el período histórico comprendido entre los siglos XV y XVIII. Su inicio se sitúa en la toma de Constantinopla por los turcos (1453) o en el descubrimiento de América (1492).  
La ampliación del mundo conocido por los europeos se debió a diferentes causas. Las más destacadas fueron:  
- Económicas: La caída de Constantinopla en poder de los turcos cerró al comercio europeo la vía tradicional de aprovisionamiento de especias, que discurría a través de Asia.
- Científicas: Se difundieron libros que sostenían que la Tierra era redonda y de dimensiones más reducidas que las reales, como la Geografía de Ptolomeo y el Imago Mundi del cardenal Pierre d’Ailly.
- Técnicas: Como la generalización de la brújula, la mejora del astrolabio, y la construcción de nuevos barcos, como la carabela y la nao.

Los castellanos descubrieron América gracias a Colón. Este, tras firmar las Capitulaciones de Santa Fe con los Reyes Católicos (1492), zarpó con tres barcos desde el puerto de Palos (Huelva), y el 12 de octubre de 1492 llegó a la isla caribeña de Guanahaní (Bahamas). 

#### Carta del descubrimiento
Cristóbal Colón escribió la primera carta, Carta del descubrimiento a mediados de febrero de 1493. Los destinatarios de la misma eran los reyes católicos Fernando e Isabel, pero por respeto y protocolo, les informa de las nuevas tierras, dirigiéndose a Luis de Santángel, funcionario de la corona, quien se encargaba de dirigir las finanzas. Los relatos de la conquista responden a la necesidad de informar de la victoria en la travesía emprendida para continuar contando con el apoyo de los reyes. 
Los primeros elementos de la nueva realidad con los que entró en contacto el almirante fueron la naturaleza y los habitantes de estas tierras; las descripciones de los mismos ocupan un espacio importante en la Carta del descubrimiento.  Mercedes Serna (2000), sostiene que de la carta se desprenden dos ideas que llegaron a ser lugares comunes: “América como tierra de la abundancia y el indio como noble salvaje” (Pág. 119). Este último aparece bien representado en la descripción que hace Colón de la Española: “La española es maravillosa; las sierras y las montañas y las vegas y las campiñas y las tierras tan hermosas y gruesas para plantar y sembrar, para criar ganados de todas suerte” (Colón, 2000, p.118.) El propósito generador de riqueza, es muy notorio, porque en la observación del Almirante cobran a su vez relevancia los cuerpos fuertes de los nativos, con una visión de apropiación, pensando en fuerza que sería destinada al trabajo, sea en las minas extrayendo el oro o cultivando las tierras en las encomiendas bajo la autoridad de los colonos. 

## Quién fue Colón

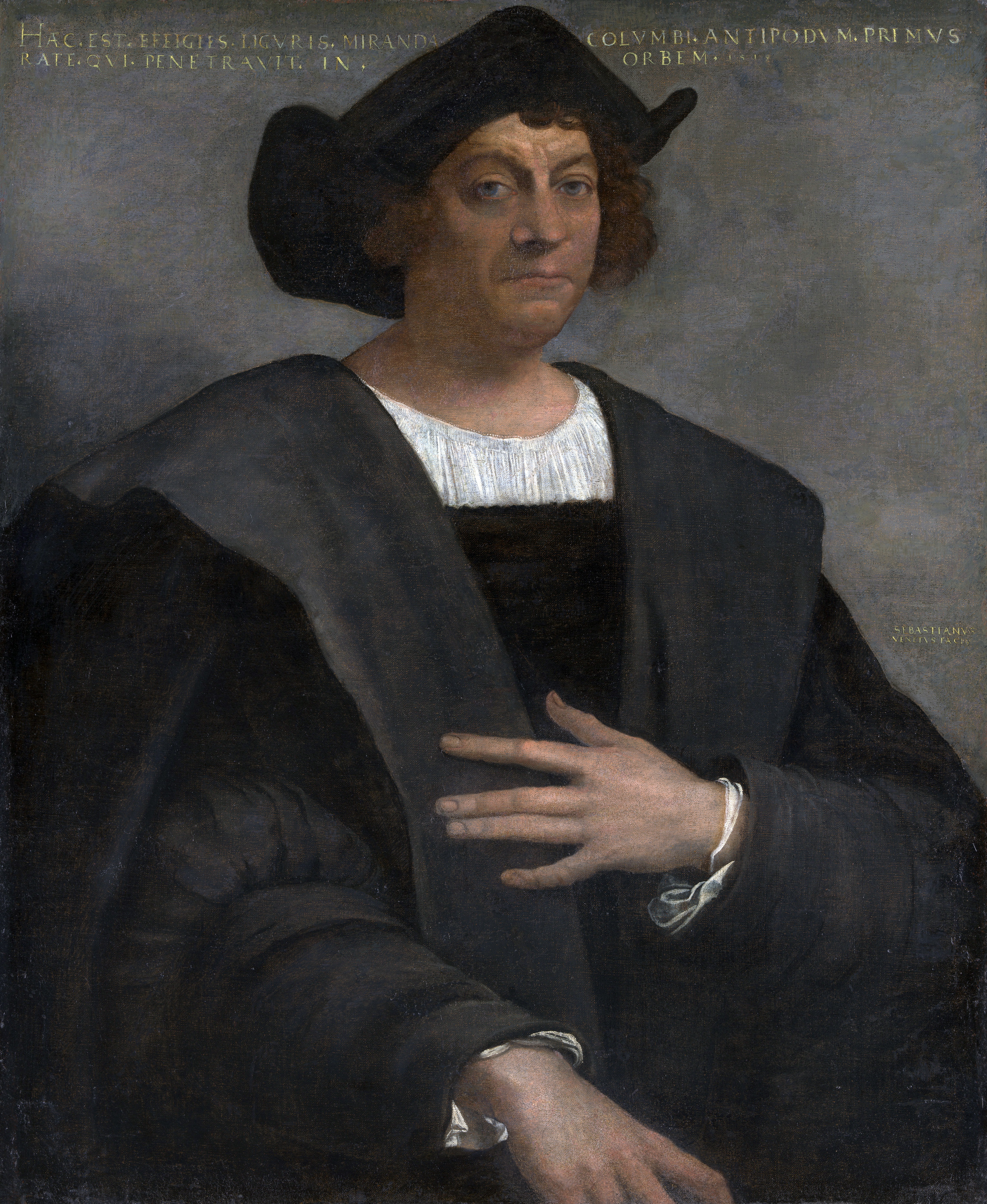
Retrato de Cristóbal Colón

Aunque se conoce poco sobre los primeros años de este personaje, desde pequeño demostró su vocación de navegante, lo cual lo impulsó hasta realizar el mayor viaje que cambiaría la historia universal. 
Cristóbal Colón fue un navegante, cartógrafo y explorador, reconocido por haber descubierto América el 12 de octubre de 1492, y por haber dado paso al primer encuentro entre las civilizaciones europeas y americanas, las conquistas y colonización que cambiaron la historia de la humanidad. Colón fue el primer navegante en trazar una ruta de navegación desde Europa hasta América, aunque él creía haber llegado a territorio de las Indias Occidentales. Sin embargo, se cree que no fue la primera persona en descubrir el "Nuevo Mundo". 

#### ¿Cómo fueron los primeros años de Cristóbal Colón?
Aunque se cree que Colón nació alrededor de 1451 en Génova, Italia, no se tiene claridad sobre la fecha exacta de su nacimiento. Sin embargo, se sabe que sus padres fueron Doménico Colón y Susanna Fontanarossa y que, a pesar de su escasa educación, desde pequeño mostró su vocación marinera. 
Cerca de los 15 años, Colón viajó a la isla de Quíos, para luego pasar 10 años en Portugal, en donde aprendió la profesión de cartógrafo y marinero, y comenzó a leer textos sobre la esfericidad de la Tierra. 
En cuanto a su vida personal, Colón se casó con Felipa Moníz, con quien tuvo un hijo, Diego Colón. Ante la muerte de Felipa, este comenzó una relación sentimental con Beatriz Enríquez de Arana, con quien tuvo un segundo hijo, Hernando. Ambas relaciones influyeron en su estatus social, lo cual le permitió realizar diversos viajes. 

#### ¿Cómo fue el descubrimiento de América?
Cristóbal Colón estaba convencido de la esfericidad de la Tierra, por lo que después de su fracaso con el rey Juan II de Portugal, acudió con los reyes católicos de España para presentar su proyecto. 
Isabel I de Castilla y Fernando de Aragón accedieron a la firma de las Capitulaciones de Santa Fe en abril de 1492, en las que se disponían las exigencias del navegante y accedían a financiar su expedición. 
Así, Cristóbal Colón salió del puerto de Palos con tres carabelas: la Niña, la Pinta y la Santa María, las cuales llegaron después de 3 meses a la isla Guanahaní, a la que Colón llamó San Salvador, el 12 de octubre de 1492, creyendo que había llegado a las Indias. 
En este primer viaje Colón y su tripulación también llegaron a Cuba, nombrada como Juana, y a Santo Domingo, a la que llamó La Española. Así, establecieron el fuerte La Navidad, el primer asentamiento español en América.

#### ¿Qué hizo Cristóbal Colón después del descubrimiento de América?
Tras el descubrimiento de América, Colón llegó a España el 15 de marzo de 1493 y fue recibido por los Reyes Católicos en Barcelona con honores. Sin embargo, este realizó tres viajes más con el fin de explorar el Nuevo Mundo. 

## Sobre qué trata la obra
El diario de navegación del primer viaje de Cristóbal Colón es un documento histórico que relata los eventos y experiencias vividas durante su primer viaje transatlántico en 1492, cuando descubrió América. Este diario es una fuente primaria importante para entender cómo se llevó a cabo esta expedición y qué se encontró durante el viaje. 

### Contenido del Diario

#### Preparativos y salida
- Descripción de los preparativos del viaje, incluyendo los barcos (la Santa María, la Pinta y la Niña) y la tripulación.
- Salida del puerto de Palos de la Frontera el 3 de agosto de 1492.

#### Travesía del Atlántico
- Detalles sobre la navegación a través del Atlántico, incluyendo la ruta seguida, los vientos y las corrientes.
- Las dificultades enfrentadas, como el miedo de la tripulación a lo desconocido y los desafíos técnicos de la navegación.

#### Encuentro de nuevas tierras
- El avistamiento de tierra el 12 de octubre de 1492, que resultó ser una de las islas de las Bahamas (Guanahani).
- La descripción de las islas y sus habitantes, así como los primeros contactos con los indígenas.

#### Exploración e interacción
- Exploración de varias islas del Caribe, incluyendo Cuba y La Española (actual Haití y República Dominicana).
- Interacciones con los nativos, incluyendo intercambios y observaciones sobre sus costumbres y modos de vida.

#### Regreso a España
- Decisiones sobre el regreso a España y la travesía de vuelta.
- Llegada a España y la recepción de Colón por los Reyes Católicos, Fernando e Isabel.

El registro original del diario se ha perdido, pero una versión abreviada y transcrita por el sacerdote Bartolomé de las Casas se conserva. Esta versión es la principal fuente de información que tenemos sobre el contenido del diario de Colón. 

## Dimensiones sociales, políticas y religiosas en el prólogo de la obra
El diario del primer viaje de colón comienza de la siguiente manera: ESTE es el primer viaje y las derrotas y camino que hizo el almirante don Cristóbal Colón cuando descubrió las Indias, puesto sumariamente, sin el prólogo que hizo a los reyes, que va a la letra y comiença desta manera. Esta pequeña introducción nos adelanta el contenido de la obra, comprendiendo que dentro de la lectura hallaremos el viaje que emprendió Cristóbal Colón con el fin de descubrir las Indias, siendo este su primer viaje y no necesariamente el más eficaz, ya que cuenta con varias derrotas a lo largo de su camino.  
A partir de esta introducción se agrega el prólogo que le hizo a sus reyes, que comienza con In Nomine Domini Nostri Jhesu Christi, esta corta frase ya nos expresa la dimensión religiosa que presenta tanto la obra como la sociedad de la época. El prólogo va dirigido a los Reyes Católicos, Fernando de Aragón e Isabel de Castilla, quienes son mencionados de manera reverencial y formal. La finalidad principal del texto es informar a los monarcas sobre los eventos y decisiones relacionadas con el viaje de Cristóbal Colón, justificando la misión y detallando las órdenes y honores recibidos por él.  
En él, dentro de la dimensión política, se menciona el final de la guerra contra los moros en Granada, un evento significativo que marcó la culminación de la Reconquista. La victoria en Granada es un símbolo de la unificación de España bajo el poder cristiano. En el mismo año de 1492, se ordena la expulsión de los judíos de todos los reinos y señoríos, lo cual refleja la política de unificación religiosa y limpieza étnica. A continuación de estas menciones históricas, Colón es ennoblecido y se le otorgan títulos como "almirante mayor de la mar Occéana" y "visorrey y gobernador perpetuo" de todas las islas y tierras descubiertas, lo cual muestra cómo la monarquía recompensaba y formalizaba las exploraciones y conquistas. 
Ahondando ahora en el ámbito social, la formalidad y reverencia con que Colón se dirige a los reyes indica una sociedad fuertemente jerárquica y marcada por un profundo respeto a la monarquía. Además, ante la expulsión de los judíos se nos revela una sociedad intolerante con las minorías religiosas y étnicas, buscando la homogeneidad religiosa y cultural bajo el catolicismo. Es en la misión de Colón donde se enfatiza como una empresa religiosa destinada a convertir a los pueblos indígenas a la fe cristiana. Se menciona la solicitud de doctores en la fe cristiana por parte del Gran Can, lo cual muestra un interés por la evangelización y expansión del cristianismo. Identificando también a los musulmanes (seguidores de Mahoma) y a los idólatras como enemigos de la fe cristiana, justificando así las guerras y las políticas de conquista y conversión. 
El prólogo dirigido a los Reyes Católicos tiene la finalidad de informar y justificar la misión de Cristóbal Colón, enmarcada en un contexto político de unificación y expansión territorial y religiosa de España.  

## Finalidad de escritura

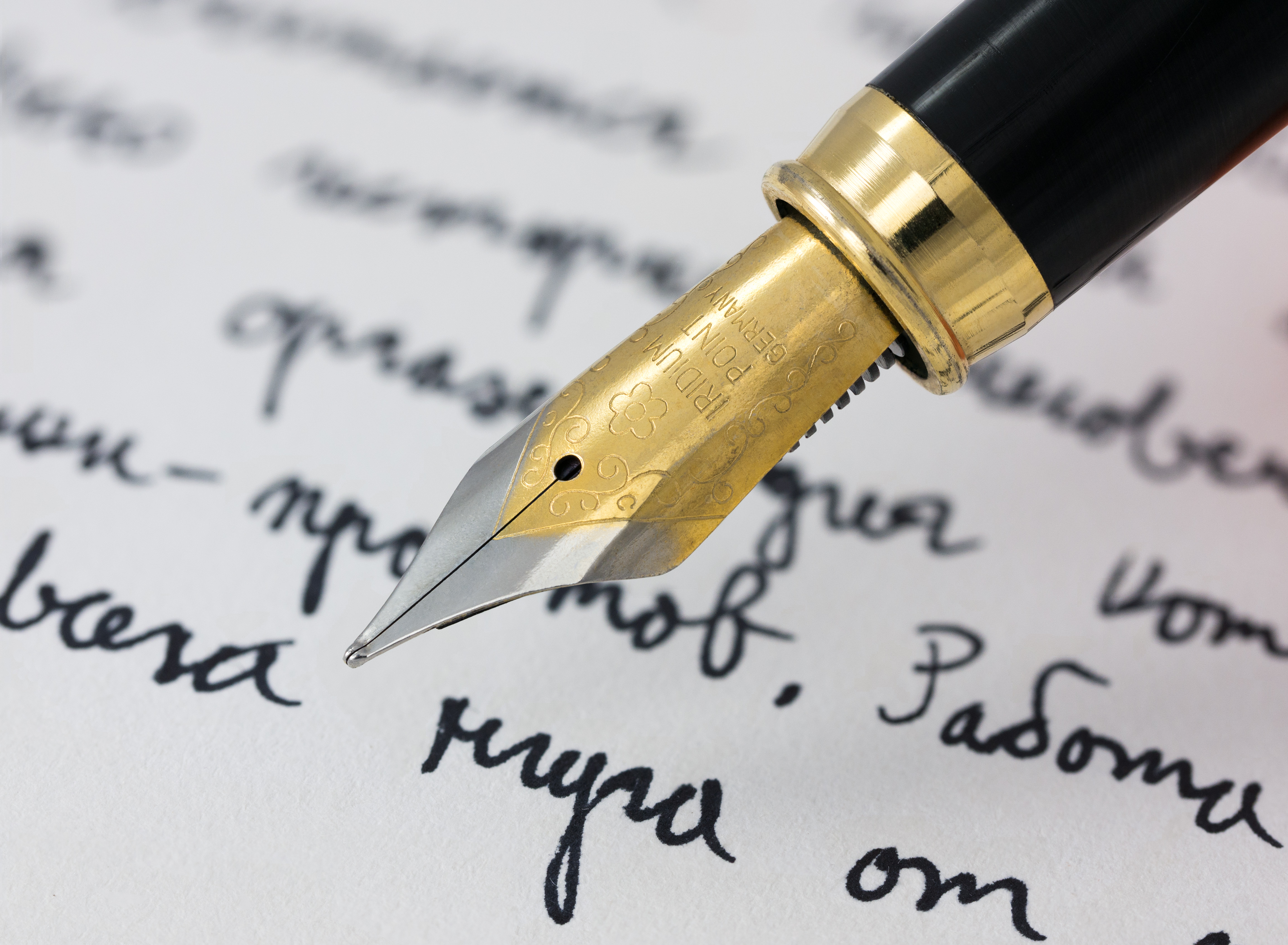

Después de realizar el registro del emprendimiento de su viaje, Colón expone sus finalidades de escritura: planea escribir un diario detallado de su viaje, registrando día a día todo lo que ve, hace y experimenta durante la travesía. Esto muestra su compromiso con documentar exhaustivamente cada aspecto del viaje. Además del diario, Colón tiene la intención de crear nuevas cartas náuticas que situarán correctamente el mar y las tierras del Océano Atlántico, bajo los vientos y en sus posiciones geográficas correctas. Esto implicaría un avance en la cartografía náutica de la época. También menciona su intención de componer un libro en el cual describiera y representara gráficamente todo lo descubierto, utilizando medidas como la latitud y la longitud occidental. Este libro podría servir tanto como registro histórico como guía para futuras exploraciones. Colón enfatiza su determinación de dedicarse completamente al viaje, sacrificando el descanso y enfrentando grandes desafíos físicos y mentales, como el agotamiento y la exigencia de la navegación en alta mar, todo esto con el fin de cumplir con todas sus propuestas personales y sus deberes encomendados por los reyes.  

## Importancia de la obra y relevancia en la actualidad
El diario de navegación del primer viaje de Cristóbal Colón es un documento de gran importancia histórica porque narra el descubrimiento de América en 1492, un acontecimiento que transformó el curso de la historia mundial. A través de sus páginas, conocemos los detalles de la travesía transatlántica, incluyendo las dificultades y técnicas de navegación empleadas, así como los primeros encuentros con los pueblos indígenas del Caribe. Este documento ofrece una visión europea del Nuevo Mundo, reflejando los prejuicios y percepciones de la época, y marcando el inicio de la colonización europea en América. Es una fuente primaria esencial para los historiadores y un testimonio directo de uno de los eventos más significativos de la Era de los Descubrimientos. 

## Estructura de la obra
El diario de navegación del primer viaje de Cristóbal Colón, tal como ha llegado a nosotros a través de la transcripción y resumen realizado por Bartolomé de las Casas, tiene una estructura formal y literaria que se puede desglosar de la siguiente manera: 

#### Formato de Diario
- El diario está organizado en entradas diarias que registran los eventos y observaciones de cada día de la travesía.
- Cada entrada comienza con la fecha correspondiente.

#### Descripción y narrativa
- Aunque Bartolomé de las Casas realiza la transcripción y resumen, mantiene el uso de la primera persona, reflejando las palabras y pensamientos de Colón.
- Colón ofrece descripciones detalladas de las condiciones meteorológicas, las características del mar, la fauna y flora observadas, y los fenómenos naturales.

#### Estilo literario
- Predomina un tono documental y descriptivo, enfocado en registrar los hechos con precisión.
- Incluye reflexiones personales de Colón sobre sus experiencias y expectativas.

La estructura formal y literaria del diario de navegación de Colón es la de un registro cronológico detallado y descriptivo, con un enfoque documental y narrativo que combina observaciones náuticas, descripciones naturales y reflexiones personales. 

## Lenguaje
El diario de navegación del primer viaje de Cristóbal Colón fue escrito originalmente en español. En cuanto al lenguaje utilizado, se caracteriza por las siguientes particularidades:  

#### Español delsigloXV
- Utiliza muchas palabras y formas gramaticales que eran comunes en el español del siglo XV pero que han caído en desuso en el español moderno.
- La ortografía refleja las convenciones del español antiguo, antes de que se estandarizara.

#### Terminología náutica
- Emplea términos específicos de la navegación y la marinería, como "rumbos", "latitud", "longitud", "levante", "poniente", "sondas", entre otros.
- Describe con precisión las maniobras realizadas por la tripulación y las condiciones del mar.

#### Estilo descriptivo
- Se enfoca en describir detalladamente las condiciones meteorológicas, la geografía, la flora y fauna, y los pueblos indígenas encontrados.

#### Lenguaje persuasivo
- Incluye explicaciones y justificaciones de sus decisiones y acciones, anticipando la necesidad de convencer a los Reyes Católicos sobre el valor de sus descubrimientos.
- Colón frecuentemente destaca el potencial de las nuevas tierras para la riqueza y la expansión territorial.

#### Relatos de interacción
- Relata diálogos con su tripulación y las interacciones con los indígenas, utilizando un lenguaje que refleja las percepciones y actitudes de la época.

#### Reflexiones personales
- Comentarios y pensamientos: Incluye reflexiones personales y comentarios sobre sus expectativas, miedos y esperanzas, dándole un tono introspectivo en ciertas partes.

## Caracterización del ambiente: Información, descripciones e imágenes que el autor plantea en la obra
Su registro diario comienza a partir del tres de agosto. A partir de su salida narra múltiples aspectos de su travesía: Menciona que hizo una escala en las Islas Canarias para reparar una de las naves y abastecerse de suministros antes de continuar su travesía hacia el oeste. Colón documenta las condiciones meteorológicas y marítimas, incluyendo las direcciones de los vientos y las corrientes oceánicas: Relata las dificultades encontradas, como la calma chicha (ausencia de viento) y las tormentas, así como las estrategias utilizadas para aprovechar los vientos favorables. Durante el viaje, Colón y su tripulación observan diversos fenómenos naturales, como la bioluminiscencia marina, la presencia de algas flotantes (sargazo) y la variabilidad en la profundidad del océano: 
En amaneciendo, aquel lunes vieron muchas más yervas y que parecían yervas de ríos, en las cuales hallaron un cangrejo vivo, el cual guardó el almirante. Y dize que aquellas fueron señales ciertas de tierra, porque no se hallan ochenta leguas de tierra. El agua de la mar hallavan menos salada desde que salieron de las Canarias, los aires siempre más suave
Notan cambios en la temperatura del agua y la aparición de aves, que Colón interpreta como indicios de la proximidad de la tierra. Además, Colón describe las reacciones y el estado de ánimo de la tripulación, que va desde la esperanza y el entusiasmo inicial hasta la ansiedad y el temor conforme el viaje se prolonga sin avistar tierra. Detalla cómo maneja el descontento y las dudas de sus hombres, manteniéndolos motivados y decididos a continuar. 
Finalmente, Colón narra el momento crucial del avistamiento de tierra el 11 de octubre de 1492, cuando la tripulación ve una isla en el horizonte (actualmente conocida como San Salvador o Guanahaní en las Bahamas). Describe la emoción y el alivio de todos a bordo al alcanzar tierra firme tras más de dos meses en el mar.  

## Caracterización de los habitantes de América: Descripción, costumbres y tradiciones
Colón relata el desembarco en la isla y el primer contacto con los habitantes indígenas, describiendo sus impresiones sobre las personas, sus costumbres y el entorno natural: 
Ellos andan todos desnudos como su madre los parió, y también las mugeres, aunque no vide más de una harto moça. Y todos los que yo vi eran todos mancebos, que ninguno vide de edad de más de treinta años. Muy bien hechos, de muy fermosos cuerpos y muy buenas caras, los cabellos gruessos cuasi como sedas de cola de cavallo, y cortos. Los cabellos traen por encima de las cejas, salvo unos pocos detrás que traen largos, que jamás cortan. De ellos se pintan de prieto y ellos son de la color de los canarios, ni negros ni blancos, y de ellos se pintan de blanco y de ellos de colorado y de ellos de lo que fallan. Y de ellos se pintan las caras y de ellos todo el cuerpo, y de ellos solos los ojos y de ellos sólo el nariz. Ellos no traen armas ni las conocen, porque les amostré espadas y las tomavan por el filo y se cortavan con ignorancia
En su diario, Colón ofrece una mezcla de observaciones detalladas y reflexiones personales, proporcionando un relato vívido de su histórica travesía. Su escritura busca no solo documentar los eventos, sino también justificar su misión y demostrar su valía ante los monarcas que patrocinaban su viaje. Recordando que su trabajo también sería tomar posesión de la nueva tierra en nombre de los Reyes Católicos, siguiendo el protocolo de la época. 

## Argumentos y convencimiento hacia los reyes para obtener el permiso de conquista
Colón utilizó un tono persuasivo y elogioso al dirigirse al rey, utilizando términos como "alteza" para transmitir respeto y lealtad. Enfatizó el beneficio potencial de la corona, en cuanto a riqueza material y oportunidades para expandir la fe cristiana. A menudo utilizaba exageraciones para exagerar la generosidad y hospitalidad de los aborígenes y sus abundantes recursos. Esto no sólo reforzó la importancia de su descubrimiento, sino que también sugirió que la conquista y colonización de estas tierras sería fácil y rentable. Colón expresa su asombro y admiración por el Nuevo Mundo, entusiasmando y convenciendo a los lectores de la importancia de su descubrimiento. Además, incluyó anécdotas y observaciones personales de sus interacciones con los nativos en su Primera Carta (1493), describiendo su apariencia, comportamiento y reacciones: “En estas islas hasta aquí no he hallado hombres monstruosos, como muchos pensaban, mas antes es toda gente de muy lindo acatamiento, ni son negros como en Guinea, salvo con sus cabellos correndíos” (Pág. 4); “La gente de esta isla y de todas las otras que he hallado y he habido noticia, andan todos desnudos, hombres y mujeres” (Pág.2); Estos detalles no sólo humanizan su historia, sino que también proporcionan al rey información valiosa sobre las peculiaridades y posibles desafíos del nuevo país. Utilizando estos recursos lingüísticos, Cristóbal Colón pudo presentar sus descubrimientos no sólo para informar a los Reyes Católicos, sino también para convencerlos de la importancia de seguir apoyando sus expediciones. 

## Lenguaje y recursos lingüísticos para la transmisión de sus observaciones
Los primeros elementos de la nueva realidad con los que entró en contacto el almirante fueron la naturaleza y los habitantes de estas tierras; las descripciones de los mismos ocupan un espacio importante en la “Carta del descubrimiento”.  Mercedes Serna (2000), sostiene que de la carta se desprenden dos ideas que llegaron a ser lugares comunes: “América como tierra de la abundancia y el indio como noble salvaje “ (pág. 119) Este último aparece bien representado en la descripción que hace Colón de la Española. Hay una constante enumeración por medio del asíndeton y del polisíndeton, también son recurrentes las hipérboles: “La española es maravillosa; las sierras y las montañas y las vegas y las campiñas y las tierras tan hermosas y gruesas para plantar y sembrar, para criar ganados de todas suerte” (Colón, pág. 118). El propósito generador de riqueza, es muy notorio, porque en la observación del Almirante cobran a su vez relevancia los cuerpos fuertes de los nativos, con una visión de apropiación, pensando en fuerza que sería destinada al trabajo, sea en las minas extrayendo el oro o cultivando las tierras en las encomiendas bajo la autoridad de los colonos. 
Cristóbal Colón utilizó diversos recursos lingüísticos para comunicar eficazmente sus observaciones y convencer a sus destinatarios de la importancia y el potencial de sus descubrimientos. Colón utilizó un lenguaje muy descriptivo para pintar un cuadro vívido del Nuevo Mundo. Se sustentó en adjetivos y detalles especiales para resaltar la belleza y riqueza natural de la isla, por ejemplo:  
Las tierras de ella son altas, y en ella muy muchas sierras y montañas altísimas, sin comparación de la isla de Tenerife; todas hermosísimas, de mil hechuras, y todas andables, y llenas de árboles de mil maneras y altas, y parece que llegan al cielo; y tengo por dicho que jamás pierden la hoja, según lo puedo comprehender, que los vi tan verdes y tan hermosos como son por mayo en España, y de ellos estaban floridos, de ellos con fruto, y de ellos en otro término, según es su calidad; y cantaba el ruiseñor y otros pajaricos de mil maneras en el mes de noviembre por allí donde yo andaba. (Primera Carta de Colón, pág. 2)  
Estas vívidas imágenes ayudaron al rey a imaginar la nueva tierra como un paraíso exótico y próspero. Colón utilizó enumeraciones para dar una impresión de riqueza y variedad, haciendo un listado de las diferentes variedades de islas, árboles, frutos y especias encontradas. Este recurso está diseñado para resaltar la riqueza y el potencial económico de las tierras recién descubiertas. Usó comparativos y superlativos para enfatizar la superioridad del nuevo país sobre Europa, por ejemplo, al describir montañas, ríos y paisajes, indicó que estas tierras eran más fértiles y hermosas que las conocidas en Europa, aumentando así el atractivo de sus descubrimientos.   
La hiperbolización fue la manera que encontró Colón al momento de la descripción, para crear una imagen en el lector acerca del Nuevo Mundo. Si bien parece maravillado por todo lo que ve, el exagera todo lo que ve y encuentra, con el fin de impactar en los reyes. Encuentra, por ejemplo, el mejor puerto del mundo “aquel puerto de Mares es de los mejores del mundo y mejores aires y más mansa gente y, porque tiene un cabo de peña altillo se puede hacer una fortaleza” (Diarios de Colón, pág. 420). 
El objetivo de Colón, mediante los distintos elementos descriptivos y recursos lingüísticos, era dar una imagen increíble y tentadora ante los ojos de sus reyes, con el fin de motivarlos a seguir promoviendo y sustentando sus viajes. 

## Veracidad en comparación a otras fuentes del viaje

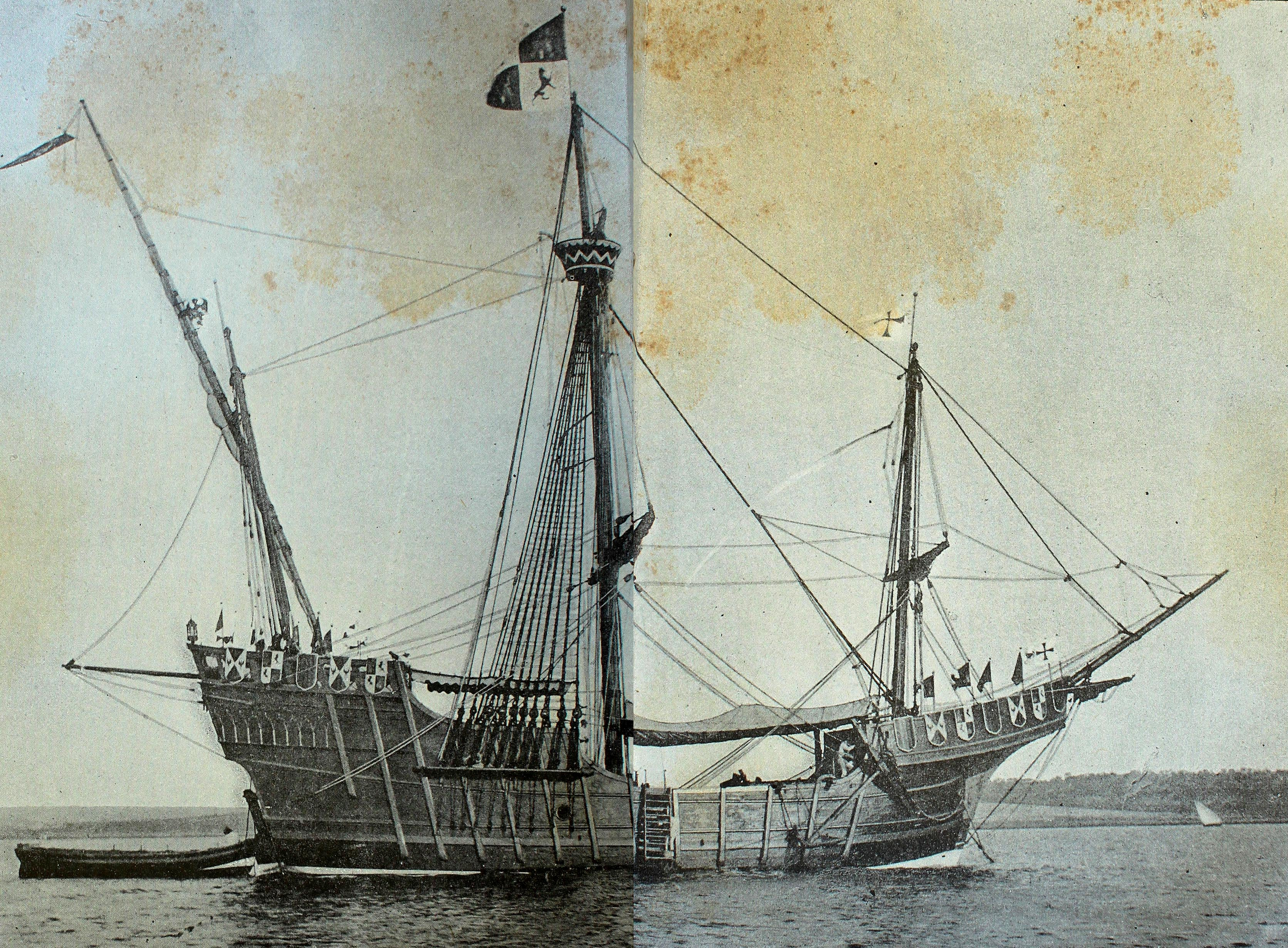
Carabela, Cristóbal Colón

Uno de los temas más discutidos en referencia al diario es lo fidedigno de sus hechos, ya que se trata de una fuente increíblemente discordante con respecto al resto de las fuentes que describen el primer viaje. En este aspecto nos referimos exclusivamente a la trascripción del diario, ya que se hace imposible conocer con exactitud las palabras primigenias de Colón. En términos generales la versión de Las Casas (al igual que la de Hernando Colón en su libro Historia del almirante) (fuentes colombinas) favorece a Cristóbal Colón en sus discordancias con el resto de fuentes, intentando no manchar la imagen del capitán. Esto sucede mediante la atribución de errores a otros altos mandos, la supresión de actos amorales efectuados por el capitán o incluso modificando ciertos datos de la expedición para engrandecer la figura de Colón. Teniendo estos últimos datos en cuenta, a pesar de no contar con el manuscrito original del diario, se puede llegar a intuir que la narración de Colón no se alejaría en gran medida de la transcripción de Bartolomé de las Casas. A pesar de todo, solo podemos tratar de intuir los verdaderos hechos históricos, y no existe ninguna prueba que esclarezca la verdad del acontecimiento de manera indudable. Es decir, la versión de la narración de los hechos de este diario podría estar más aproximada a la realidad que el resto de fuentes, a pesar de ser algo menos probable.

## Videos documentales
- Los viajes de Cristóbal Colón, documental: https://www.youtube.com/watch?v=RsgFgJH1aUo
- El primer viaje de Cristóbal Colón, Descubriendo un Nuevo Mundo: https://www.youtube.com/watch?v=WvMcTIF_5uA&ab_channel=Helelu
- El diario de Cristóbal Colón: https://www.youtube.com/watch?v=KHOfMp_OBI4&ab_channel=TioSam

- Diario de navegación de Cristóbal Colón, audiolibro: https://www.youtube.com/watch?v=e3PVcqa8AN4&ab_channel=EditorialCazamAh